# 1. ŽNL Dubrovačko-neretvanska 2010./11.
Ovaj članak je podtema članka: 5. rang HNL-a 2010./11.

1. ŽNL Dubrovačko-neretvanska u sezoni 2010./11. predstavlja ligu petog ranga hrvatskog nogometnog prvenstva. Nakon što se 4. HNL – Jug DN iz sezone 2009./2010. ukinula, a tri predstavnika dubrovačko-neretvanske županije, Gusar, Slaven i Župa dubrovačka nastavili natjecanje u 4. HNL – Jug B, ostali klubovi su se natjecali u ovoj ligi. Prvak je bio Croatia Gabrile. Zajedno s Maestralom i Metkovićem, plasirali su se u 4. HNL – Jug C.

## Sustav natjecanja
U ligi sudjeluje osam klubova, a održava se u periodu jesenske i proljetne polusezone dvokružnim sistemom. Svi klubovi međusobno igraju jedni protiv drugih jednom kao gosti i jednom kao domaćini. Osam klubova je igralo dvokružnim liga-sustavom (21. kolo).

## Sudionici
- Croatia – Gabrili
- Dubrovnik 1919 – Dubrovnik
- Grk – Potomje
- Hajduk – Vela Luka
- Jadran 1929 – Smokvica
- Maestral – Krvavac
- Metković – Metković
- Orebić – Orebić

## Ljestvica
| Poz. | Momčad               | U  | P  | N | I  | G+ | G– | G+/– | Bod. | Nastavak natjecanja ili ispadanje |
| ---- | -------------------- | -- | -- | - | -- | -- | -- | ---- | ---- | --------------------------------- |
| 1.   | Croatia Gabrili (P)  | 21 | 15 | 1 | 5  | 45 | 16 | +29  | 46   | 4. HNL – Jug C                    |
| 2.   | Maestral             | 21 | 14 | 2 | 5  | 50 | 22 | +28  | 44   | 4. HNL – Jug C                    |
| 3.   | Dubrovnik 1919       | 21 | 11 | 5 | 5  | 38 | 29 | +9   | 38   |                                   |
| 4.   | Orebić               | 21 | 11 | 3 | 7  | 37 | 38 | −1   | 36   |                                   |
| 5.   | Hajduk Vela Luka     | 21 | 6  | 3 | 12 | 29 | 34 | −5   | 21   |                                   |
| 6.   | Metković             | 21 | 5  | 6 | 10 | 30 | 41 | −11  | 21   | 4. HNL – Jug C                    |
| 7.   | Grk                  | 20 | 3  | 7 | 10 | 31 | 38 | −7   | 16   |                                   |
| 8.   | Jadran 1929 Smokvica | 20 | 3  | 3 | 14 | 18 | 60 | −42  | 12   |                                   |